# Ferdinand von Hompesch-Bollheim (Diplomat)
Ferdinand Franz Albert Hubert von Hompesch-Bollheim (* 19. Oktober 1824 in Düsseldorf; † 23. Juni 1913 in Meran) war ein deutscher Politiker, bayerischer Diplomat und Mitglied des Deutschen Reichstags.

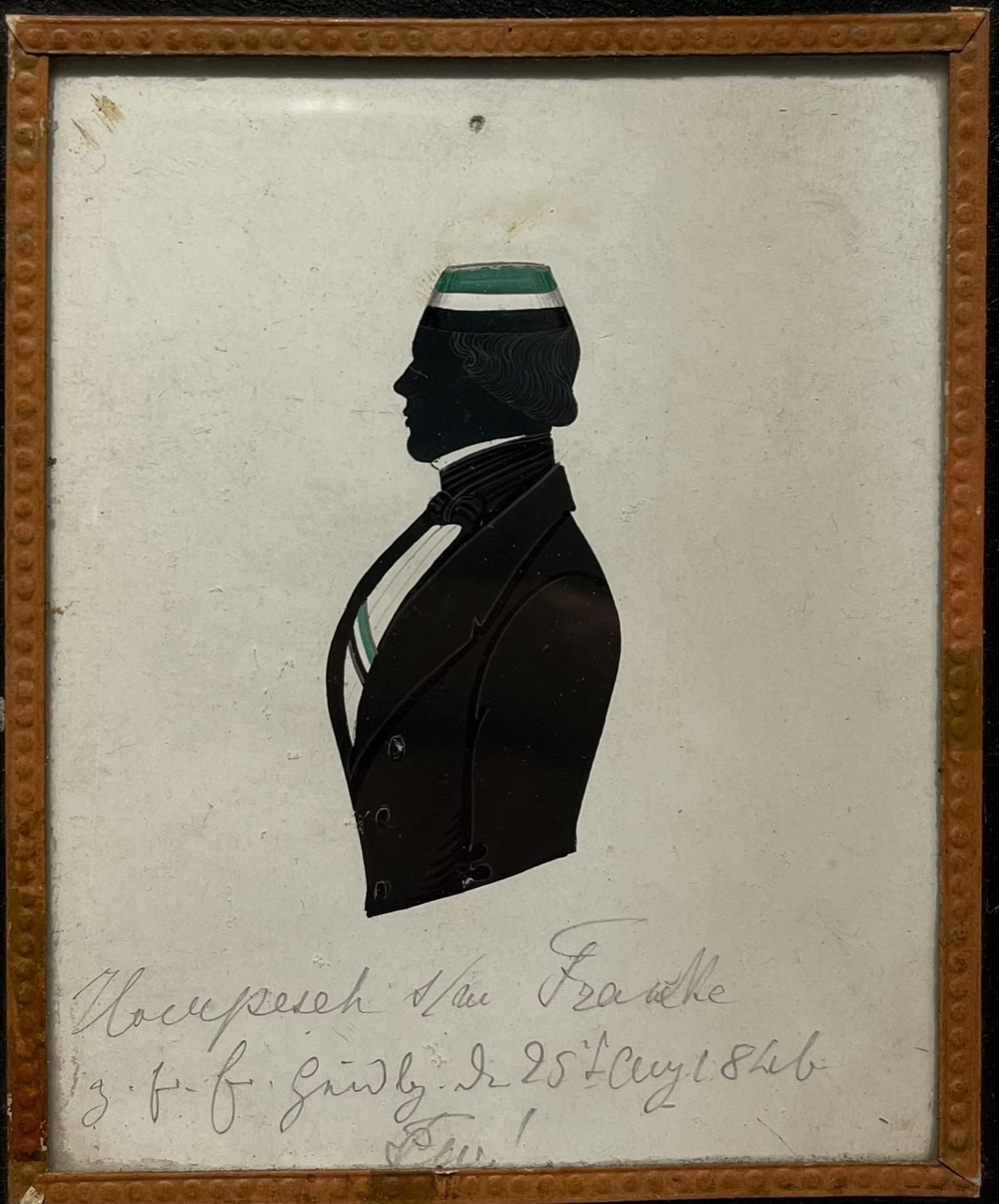
Ferdinand von Hompesch-Bollheim (Heidelberg, 1846)

## Leben
Hompesch-Bollheim studierte an der Ruprecht-Karls-Universität Heidelberg. 1846 wurde er Mitglied des Corps Guestphalia Heidelberg. Von 1859 bis 1863 war er bayerischer Gesandter in Athen, bis nach einem Aufstand im Oktober 1862 der aus Bayern stammende König Otto abgesetzt wurde. Ab 1865 war er in Bern, von 1865 bis 1868 in Florenz und von 1868 bis 1871 in London. Er war bayerischer Kämmerer und Rittergutsbesitzer auf Schloss Joslowitz bei Znaim in Mähren. Er war verheiratet mit Marie Agnes von Stolberg und hatte zwei Söhne.
Von August 1874 bis September 1877 war er Mitglied des Deutschen Reichstags für den Wahlkreis Trier 1 (Daun, Prüm, Bitburg) und das Zentrum. Er erhielt dieses Mandat im August 1874 durch Nachwahl für den verstorbenen Abgeordneten Johann Peter Cajus zu Stolberg-Stolberg.